# 九品寺交差點停留場
九品寺交差點停留場（日语：／ Kuhonjikosaten teiryūjō */?），又稱九品寺交差點電車站，是位於熊本縣熊本市中央區大江和九品寺，屬於熊本市交通局（熊本市電）水前寺線的電車站。車站編號為13。A系統和B系統皆停靠此站。

## 歷史
- 1924年（大正13年）8月1日 - 新屋敷町站啟用。
- 1943年（昭和18年）12月28日 - 電車站廢止。
- 1950年（昭和25年）前 - 郵政局前站啟用。
- 1959年（昭和34年）10月1日 - 電車站改名為電報局前站。
- 2002年（平成14年）4月1日 - 電車站改名為九品寺交差點停留場。

## 電車站構造
此站設有2面2線的相對式低地台月台（千鳥式月台）。月台與路邊行人路之間設有行人過路處。

### 運行系統
此站是水前寺線電車站之一。■A系統和■B系統會駛入此站。
| 月台                            | 路線           | 上下行 | 方向                                         |
| ------------------------------- | -------------- | ------ | -------------------------------------------- |
| 西邊（NTT西日本九品寺大廈一方） | ■A系統         | 上行   | 辛島町、河原町、熊本站、田崎橋方向           |
| 西邊（NTT西日本九品寺大廈一方） | ■B系統         | 上行   | 辛島町、洗馬橋、本妙寺入口、上熊本方向       |
| 東側（AEON熊本中央店一方）      | ■A系統、■B系統 | 下行   | 交通局前、新水前寺站、水前寺公園、健軍町方向 |

## 使用狀況
| 1日上下車人次變化 | 1日上下車人次變化 |
| 年度              | 1日平均人次       |
| ----------------- | ----------------- |
| 2011年            | 1,424             |
| 2012年            | 1,385             |
| 2013年            | 1,640             |
| 2014年            | 1,828             |
| 2015年            | 2,227             |

## 電車站周邊

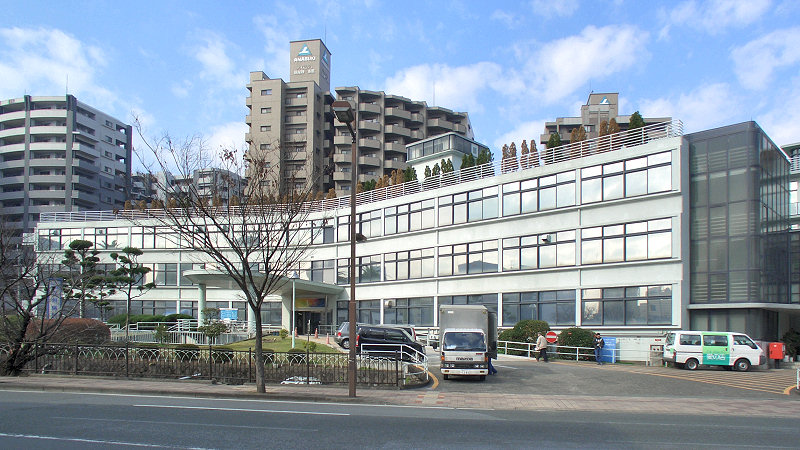
熊本森都綜合醫院

九品寺交差點是熊本縣道28號熊本高森線（通稱：電車通）和產業道路（連接熊本站至熊本東繞道的道路）的交界位，交通量較多。
- 熊本東京海上日動（日语：東京海上日動）大廈
- NTT西日本（日语：西日本電信電話）九品寺大廈
- 熊本九品寺大廈（讀賣新聞熊本分局、熊本公証人合同役場等）
- 熊本九品寺一郵局
- 熊本大學醫學部附屬醫院（日语：熊本大学医学部附属病院）
- 熊本森都綜合醫院（日语：くまもと森都総合病院）
- 熊本整形外科醫院
- 北九州銀行（日语：北九州銀行）熊本支店
- AEON（日语：イオン九州）熊本中央店（舊大榮熊本店）
  - 超級VIVA HOME 熊本中央店
- 尚絅大學（日语：尚絅大学）、尚絅大學短期大學部九品寺校園、尚絅中學·高等學校（日语：尚絅中学校・高等学校）
- 大江義塾（日语：大江義塾）蹟 （熊本市指定有形文化財）
- 德富蘇峰旧居 （熊本市指定有形文化財）
- 熊本市立白川小學（日语：熊本市立白川小学校）
- 熊本市消防局（日语：熊本市消防局）、中央消防署
- 熊本白川教會（日语：熊本白川教会）
- 白川（日语：白川 (熊本県)）…此電車站和水道町停留場之間會經過大甲橋（日语：大甲橋）並越越該川

## 巴士路線
- 「九品寺交差點」巴士站（電車通上）
  - 產交巴士（日语：九州産交バス） - 東4、5、7、8、縣14～18、20、21、24、25、鹿4～8、西4、6、7、10、12、野3、6、川1、11、京4系統 前往櫻町巴士總站（日语：熊本桜町バスターミナル）、熊本站、西部車廠（日语：九州産交バス熊本営業所）
  - 電鐵巴士 - 縣33～35系統、北1、5、9系統（班次較少，只於平日早上和黃昏通勤時間行走，前往通町筋（日语：通町筋）、櫻町巴士總站方向不停站）
  - 熊本巴士（日语：熊本バス） - 東2、9、11、縣26～28、南9、10（櫻町巴士總站、熊本站方向單方向停站）、川1系統
  - 熊本都市巴士（日语：熊本都市バス） - 東1、3、鹿1、10、縣1～3、5～7、11、12、味1、2、4、5、6、島1、2、西1、南1、新1、上1、4、京1系統
- 森都醫院前（産業道路沿線上）
  - 熊本都市巴士 - 站1～4、新1、鹿1、10系統
  - 產交巴士 - 川1、鹿4～8系統、熊本站直達班次（只可乘車，只於平日早上通勤時段行走）

## 相鄰電車站
熊本市交通局
■A系統、■B系統（水前寺線）
水道町（12）－九品寺交差點（13）－交通局前（14）

## 注腳
1. ↑  国土数値情報(駅別乗降客数データ)  （页面存档备份，存于）（日語） - 國土交通省，2018年3月27日參閲

## 外部連結
- 熊本市交通局 （页面存档备份，存于）（日語）